# Johannes Lützen Bouma
Johannes Lützen (Joop) Bouma (Twijzelerheide, 9 juni 1934 – Haren, 8 maart 2025) was een Nederlands econoom en hoogleraar bedrijfshuishoudkunde aan de Rijksuniversiteit Groningen (RUG).

## Levensloop
Bouma promoveerde op 31 mei 1966 aan de RUG bij Jacob Louis Meij op het proefschrift "Ondernemingsdoel en winst : een confrontatie van enkele theorieën van het ondernemingsgedrag". 
Twee weken later, op 16 juni 1966, werd hij aangesteld als hoogleraar bedrijfshuishoudkunde aan de RUG. Op 14 februari 1967 aanvaardde hij dit ambt met het uitspreken van de inaugurele rede getiteld "De toepassing van intern-gedragsmodellen in de bedrijfseconomie". 
Onder Bouma promoveerde onder andere in 1969 Aart Bosman, later hoogleraar en een van de grondleggers van de bestuurlijke informatiekunde in Nederland. Medio 1999 ging Bouma met emeritaat.
In 2010 werd er in Groningen bij de Faculteit Economie en Bedrijfskunde een leerstoel naar Bouma vernoemd, de "J.L. Bouma leerstoel Economics of Sustainability", gesubsidieerd door de SNS REAAL bank.
In 1976 werd Bouma benoemd tot lid van de Koninklijke Nederlandse Akademie van Wetenschappen, en in 1998 werd hij benoemd tot Officier in de Orde van Oranje Nassau. 
Bouma overleed op 90-jarige leeftijd.

## Werk

### Vervangingswaardeleer
Bouma heeft een belangwekkende bijdrage geleverd aan de leer van de vervangingswaarde. In 1958 was Freek van Muiswinkel een van de eerste, die een belangrijke kritiek leverde op de vervangingswaardeleer en het daarmee samenhangende winst-concept door Théodore Limperg geformuleerd. 
Zijn inzet werd onder andere gevolgd door kritieken van Jacob Louis Mey in 1960, en Bouma en  Roelof Burgert in 1967, wat leidde tot een meer eigentijdse benadering van die problematiek.

### SNS Bank / Lips Vastgoed controverse
In januari 2014 kwam uit onderzoek van Follow the Money (Mark Koster) en EénVandaag naar buiten dat Bouma een twijfelachtige rol had gespeeld bij het toekennen van leningen voor vastgoedprojecten. Hij was zowel president-commissaris van SNS als commissaris van Burgfonds van de inmiddels failliete vastgoedondernemer Roger Lips, de grootste klant van SNS Property Finance. 
Bouma was ook voorzitter van de kredietcommissie, en keurde vele tientallen miljoenen euro’s aan krediet voor Roger Lips goed, wat mede leidde tot de ondergang van SNS. In eerste instantie ontkende Bouma ook lid te zijn geweest van deze kredietcommissie, maar na geconfronteerd te zijn met de jaarverslagen waaruit bleek dat hij wel degelijk beide functies bekleedde, claimde hij zich afzijdig te hebben gehouden.

## Publicaties
- 1965. Bedrijfseconomische verkenningen : opgedragen aan professor doctor Jacob Louis Meij. Met Hindericus Willems en Jacob Louis Mey (red.). Den Haag : Delwel.
- 1966. Ondernemingsdoel en winst : een confrontatie van enkele theorieën van het ondernemingsgedrag. Proefschrift Groningen. Leiden : Stenfert Kroese.
- 1966-1991. Leerboek der bedrijfseconomie. Oorspronkelijk door J.L. Meij in 1942 in 2 delen. Door Bouma diverse malen herzien.
- 1994. Management accounting en economische organisatietheorie. met Gerrit Jan van Helden. Schoonhoven : Academic Service, Economie en Bedrijfskunde.
- 1999. Over economie en bedrijf : liber amicorum voor prof. dr. J.L. Bouma. Dirk Willem Feenstra en Gerrit Jan van Helden (red.). Den Haag : Delwel.

- International Standard Name Identifier: 0000 0000 8242 2733
- Library of Congress Control Number: n92107803
- Nederlandse Thesaurus van Auteursnamen: 068409052
- Virtual International Authority File: 271578945
- WorldCat: E39PBJrCgdWgrrKJKkwb9ryGHC